# 胭脂镇
胭脂镇，是中华人民共和国甘肃省临夏回族自治州康乐县下辖的一个乡镇级行政单位。

## 行政区划
胭脂镇下辖以下地区：
唐哈村、大庄村、郭家麻村、马集村、蒲家村、西坡村、杨家沟村、庄头村、塄干村、晏家村和八龙村。